# 徐世昌
徐 世昌（じょ せいしょう）は、清末民初の政治家。第3代中華民国大総統。字は卜五、号は菊人、東海など。引退後は退耕堂とも称した。祖籍は河南省衛輝府汲県。

## 青年期
代々官僚を輩出する名家に生まれたが、徐世昌の父が早世したため家は零落した。徐世昌もまた科挙に及第し官僚となることを目指したが学費が無いため勉強の傍らで河南省各地の官僚の書記や、郷学の教師になっていた。そうした中、光緒8年（1881年）に郷試に合格した。
徐世昌と袁世凱は家同士に元来関係を有し、2人は早くから知り合っていた。当時浪人時代をすごし粗暴な袁世凱と、穏やかで学問を好んだ徐世昌とは性格を大きく異にしたが親交を結び、一説には袁世凱が徐世昌の学資を援助していたとも言われる。この2人の関係は袁世凱が死去するまで続いた。

## 清朝の官僚への登用
光緒13年（1886年）に徐世昌は科挙に及第し、エリートコースとされる翰林院に配属されたが、途中母の喪に服するなどしてその出世は遅々としたものであった。徐世昌が頭角を現したのは光緒22年（1895年）、袁世凱により編成された新建陸軍の参謀に就任してからである。徐世昌は文官であったため軍事知識に乏しく参謀の任には不適任といえた。しかし袁世凱にとっては正学を治め科挙に及第し（袁世凱は科挙は合格していない）、伝統的な教養もあり、かつ古くから親交を有する徐世昌が身近に助言する立場とすることは、袁世凱自身が清廷で政治的立場を強化するに大きな意義を有した。その後、袁世凱の昇進にともない徐世昌も東三省総督、郵伝部尚書など要職を歴任した。
宣統元年（1909年）、袁世凱は摂政王となった宣統帝の父醇親王との対立から失脚した。袁世凱による北洋軍を解体する意見も出され、徐世昌もまたその弾劾の対象となった。しかし当時清朝で唯一の有効な軍事力となっていた北洋軍を解体することはできず、その北洋軍の諸将と友好的な関係を有す唯一の高級官僚である徐世昌を下野させることもできず、徐世昌は中央政界にとどまり、河南省で隠棲する袁世凱との連絡を取り続けた。
宣統3年（1911年）5月には内閣協理大臣（副首相）に任命され、さらに10月には軍諮大臣となり、太保の称を賜った。

## 袁世凱の中華民国
辛亥革命の後、袁世凱が中華民国政権を掌握したが、徐世昌は自らが清朝旧臣であることを理由に要職への就任を避け、相談役的地位に終始した。袁世凱の度重なる要請で国務卿に就任したこと二度あるが、いずれもすぐに辞職している。民国4年（1915年）12月の袁世凱の皇帝就任宣言に際しては、時期尚早として反対した。

## 中華民国大総統就任

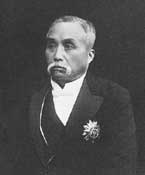
中華民国大総統時代の徐世昌

民国5年（1916年）6月に袁世凱が死去すると、徐世昌は袁世凱の故郷である河南省に赴き、数ヶ月間服喪している。その後も政権から距離を置いていたが、軍閥同士の抗争の調停などを行っている。軍閥の一人、直隷派の馮国璋の要請で民国7年（1918年）に第3代中華民国大総統に就任した。当時馮と対立していた安徽派の段祺瑞や奉天派の張作霖などの人事への賛同を得ている。
北洋軍閥では袁世凱に次ぐ地位であった徐世昌であるが、自身は文官出身であるため軍事知識を有しておらず、徐世昌には軍閥間の調整を期待された。徐世昌は直隷派と安徽派の調和を試み、さらに北京政府と孫文などの革命派を含む南方の諸勢力との周旋に努めたが、いずれも調停は順調ではなかった。また第一次世界大戦に際しては日本がドイツより獲得した膠州湾の利権を回復を試みたがヴェルサイユ条約で否定され、これに反対する中国民衆による五・四運動につながっている。
さらに前政権の国務総理であった段祺瑞が日本などからの借款を浪費したため、政権内外から不評を買い、統治能力まで疑われた。結局、民国11年（1922年）に直隷派によって大総統を辞任させられた。

## 政界引退後
その後は政界より引退し、天津で漢籍の収集・整理などを行う生活を送った。民国26年（1937年）に日中戦争が勃発、天津周辺は日本軍に占領された。徐世昌は板垣征四郎や土肥原賢二らによって日本政府への協力を求められるが、その要請を拒否している。
著作としては、自らの書簡集である『退耕堂政書』、また東三省総督時代にその地域に行った施策を記した『東三省政略』がある。また、学者を集めて『清儒学案』など多くの編纂事業も行っている他、『新元史』を正史と認定する大総統令を出した事でも知られている（二十五史）。
| 先代 - | 巡警部尚書1905年 - 1906年 | 次代 - |

| 先代 - | 民政部尚書1906年 - 1907年 | 次代那桐（ナトゥン） |

| 先代 - | 東三省総督1907年 - 1909年 | 次代錫良（シリャン） |

| 先代李殿林 | 郵伝部尚書1909年 - 1910年 | 次代唐紹儀 |

| 先代孫宝琦（国務院総理） | 政事堂国務卿1914年5月 - 1916年4月 | 次代段祺瑞 |

| 先代馮国璋 | 大総統3代 1918年10月 - 1922年6月 | 次代黎元洪 |